# Чурюк (остров)
Чурюк (укр. Чурюк) — остров в западной части залива Сиваш Азовского моря, на территории Генического района Херсонской области (Украина). Площадь — 9,24 км². Необитаем. В настоящее время контролируется Россией.
Остров расположен в границах Азово-Сивашского национального природного парка, созданного 25 февраля 1993 года с общей площадью 52 154 га, и водно-болотного угодья международного значения «Центральный Сиваш», утверждённого в 1976 году с общей площадью 45 700 га.

## География
Длина — 7,6 км, ширина — 3,4 км. Наивысшая точка — 19,2 м, средняя высота — 0-10 м. Берега острова — м. Расположен опорный пункт государственной геодезической сети (на кургане высотой 2 м), три точки съемочной сети, закреплённые на местности центрами.
Остров Чурюк незначительно вытянутый с севера на юг. Берега острова пологие извилистые, несколько участков с обрывистым берегом с пляжем (высотой 4-7 м). Отделен от материка проливом (шириной 1,2 км) с отмелями. Есть дорожное сообщение с материком: искусственный перешеек с другим островом. Проходят грунтовые дороги. Есть ямы (глубиной 2 и 4 м).
Растительность острова пустынная степная (типчаково-ковыльная) и солончаковая. На острове встречается эндемик и краснокнижный вид гониолимон красноватый (Goniolimon rubellum).